# Automobiles Couverchel
Automobiles Couverchel war ein französischer Hersteller von Automobilen.

## Unternehmensgeschichte
Das Unternehmen aus Neuilly-sur-Seine begann 1905 mit der Produktion von Automobilen. Der Markenname lautete Couverchel. 1906 übernahm C.V.R. das Unternehmen.

## Fahrzeuge
Im Angebot standen Modelle vom 12/16 CV mit Vierzylindermotor bis zum 40/50 CV mit Sechszylindermotor. Die Einbaumotoren kamen von Mutel und Peugeot. Alle Fahrzeuge verfügten über ein Vierganggetriebe und Kardanantrieb.